# HMS Keppel (D84)
Pour les autres navires du même nom, voir HMS Keppel.
Le HMS Keppel est un leader de flottille de classe Thornycroft de la Royal Navy pendant la Seconde Guerre mondiale. Pendant l'escorte de convois, il est crédité de la destruction de cinq sous-marins pendant la bataille de l'Atlantique.

## Histoire
Après sa commission en 1925, le Keppel sert dans diverses bases dans l'entre-deux-guerres, en Méditerranée et en Extrême-Orient, avant d'être mis en réserve en 1937. La guerre menaçant, il est remis en service en août 1939 et stationne à Gibraltar en tant que commandant de la 13e flottille de destroyers. En juin 1940, il participe à l'évacuation des forces de France et à l'attaque de Mers el-Kébir. Après cela, il est renvoyé à Scapa Flow, rejoignant la 12e flottille de destroyers pour des opérations de flotte, telles que l'assistance à l'escorte de la flotte, les opérations de ratissage offensif dans les eaux territoriales et les préparatifs pour résister à l'invasion allemande attendue.
En février 1941, le Keppel est déployé dans la Western Approaches Escort Force pour la défense des convois de l'Atlantique. Il est désigné comme chef du 12e groupe d'escorte, stationné à Londonderry. Dans ce rôle, le Keppel est engagé dans toutes les tâches effectuées par les navires d'escorte : protéger les convois, rechercher et attaquer les sous-marins qui attaquent les navires du convoi et secourir les survivants. En quatre ans de service, le Keppel escorte plus de 30 convois de l'Atlantique Nord et plus d'une douzaine de convois de Gibraltar, dont six sont attaqués, avec la perte de 20 navires (bien que plusieurs autres fussent également perdus en tant que retardataires) et il est impliqué dans quatre grandes batailles de convois. Dans ce cadre, le Keppel assure l'arrivée en toute sécurité et à temps de plus de 1 000 navires, détruit un sous-marin et participe à la destruction de deux autres.
Il opère sur la route des convois de l'Arctique, escortant 15 convois à destination et en provenance de l'Union soviétique. La plupart d'entre eux sont attaqués, plusieurs d'entre eux subissent de lourdes pertes ; pendant cette période, le Keppel attaque et détruit quatre sous-marins.
En mars 1942, alors qu'il fait partie du convoi WS 17, Keppel repère au Huff-Duff un sous-marin identifié plus tard comme l'U-587, qui est attaqué et détruit par d'autres unités du groupe d'escorte. En juillet 1942, le Keppel est le chef de l'escorte rapprochée du convoi arctique PQ 17, qui subit de lourdes pertes après sa dispersion. En septembre 1942, il fait partie de la Distant Cover Force protégeant le convoi PQ 18 et au retour le convoi QP 14, bien que la force ne soit pas directement impliquée dans les combats autour d'eux.
Début 1943, le Keppel, qui dirige alors le 3EG, retourne dans l'Atlantique. En mai 1943, alors qu'il escorte le convoi HX 239, Keppel repère au Huff-Duff un sous-marin identifié plus tard comme le U-752, qui est attaqué et détruit par d'autres unités du groupe d'escorte. En septembre 1943, le Keppel est impliqué dans la bataille autour du convoi ONS 18, qui vit six navires et trois escorteurs coulés, pour la destruction de trois sous-marins. L'un d'eux, le U-229, est attaqué et détruit par le Keppel le dernier jour de la bataille.
En janvier 1944, le Keppel, qui dirige alors le 8EG, retourne sur la route des convois arctiques. En février, avec le convoi JW 57, il attaque et détruit l'U-713. Au retour avec le convoi RA 57, un navire est perdu pour la destruction de trois sous-marins et les dommages causés à deux autres. En avril 1944, avec le convoi JW 58, le Keppel éperonne et coule l'U-360, l'un des quatre sous-marins détruits lors de cette action. À l'été 1944, le Keppel est transféré dans la Manche pour le débarquement en Normandie. En août 1944, avec le convoi JW 59, le Keppel et d'autres unités attaquent et détruisent l'U-354, l'un des deux responsables de la perte d'une escorte, le HMS Kite. De retour avec le convoi RA 59A, le Keppel et d'autres unités attaquent et détruisent l'U-394.
En juin 1945, le Keppel est déclassé et vendu en juillet 1945 pour être démoli.